# Harold Kushner
Harold S. Kushner (ur. 3 kwietnia 1935 w Nowym Jorku, zm. 28 kwietnia 2023 w Canton) – amerykański rabin związany z postępowym skrzydłem judaizmu konserwatywnego.
Urodził się na Brooklinie, studiował w Columbia University i w Jewish Theological Seminary (JTS), gdzie w roku 1960 został ordynowany na rabina. Również tam obronił pracę doktorską na temat Biblii w 1972 roku. Studiował także w Hebrew University of Jerusalem, wykładał w Clark University oraz w Szkole Rabinicznej JTS. Sześciokrotnie odbierał tytuł doctora honoris causa.
Jako stały rabin przepracował 24 lata w synagodze Temple Israel of Natick, w Natick w stanie Massachusetts, USA. Był również członkiem Rabbinical Assembly.
Jest autorem wielu książek, w tym bestsellera poświęconemu problemowi istnienia zła - When Bad Things Happen to Good People (Gdy złe rzeczy zdarzają się dobrym ludziom). Kushner napisał ją tuż po śmierci syna. Zadaje w niej pytania dotyczące sensu ludzkiego cierpienia, teodycei, istnienia Boga i jego omnipotencji.
Wśród innych jego prac znajdują się m.in. popularne książki teologiczne How Good Do We Have to Be? (Jak dobrzy powinniśmy być), To Life! (Za życie!). Wraz z Chaimem Potokiem był współedytorem Etz Hayim: A Torah Commentary, the new official Torah commentary of the Conservative movement (Drzewo życia: Komentarz do Tory, nowy oficjalny komentarz od Tory ruchu Konserwatywnego), wydanej wspólnie przez Rabbinical Assembly oraz Jewish Publication Society w roku 2001. Jego Living a Life That Matters (Żyć, żeby życie miało sens) stało się bestsellerem jesienią 2001 roku. Lord Is My Shepherd (Pan jest moim Pasterzem), to medytacja na temat Psalmu 23 opublikowana w 2003 roku. Odpowiadał również na pytania stawiane przez Szymona Wiesenthala w książce o przebaczeniu The Sunflower: On the Possibilities and Limits of Forgiveness (Słonecznik, O możliwościach i ograniczeniach przebaczenia).

## Lista publikacji
- Faith & Family: Favorite Sermons of Rabbi Harold S. Kushner
- Overcoming Life's Disappointments
- When Bad Things Happen to Good People
- When All You've Ever Wanted Isn't Enough: The Search for a Life That Matters
- Who Needs God
- When Children ask about God: A Guide for Parents Who Don't Always Have All the Answers
- How Good Do We Have to Be? A New Understanding of Guilt and Forgiveness
- Living a Life That Matters: Resolving the Conflict Between Conscience and Success
- To Life: A Celebration of Jewish Being and Thinking
- The Lord Is My Shepherd: Healing Wisdom of the Twenty-third Psalm
- Living a Life that Matters
- Practice Random Acts of Kindness: Bring More Peace, Love, And Compassion...

## Tłumaczenia na język polski
- Kiedy złe rzeczy zdarzają się dobrym ludziom, tłumaczenie Małgorzata Koraszewska, wyd. Verbinum, 1993, ISBN 83-7150-444-6
- Komu potrzebny jest Bóg, tłumaczenie Małgorzata Koraszewska, wyd. Verbinum, 1994, ISBN 83-85762-24-8
- Gdy wszystko to jeszcze nie dość, tłumaczenie Małgorzata Koraszewska, wyd. Verbinum, 1995, ISBN 83-85762-61-2
- Czy musimy być doskonali, tłumaczenie Małgorzata Koraszewska, Zysk i S-ka, 1998, ISBN 83-7150-332-6

## Ciekawostki
Kushner odczytał fragment Biblii w Washington National Cathedral podczas pogrzebu Ronalda Reagana 11 czerwca 2004 roku.
W roku 2007 Harold Kushner otrzymał nagrodę za całokształt twórczości przyznaną przez Jewish Book Council.